# Vetlehø
Die Vetlehø (norwegisch für Kleine Anhöhe) ist ein 1623 m hoher Berg im ostantarktischen Königin-Maud-Land. Er ragt südlich des Nipebreen und östlich der Storehø im Zentrum des Gebirges Sør Rondane auf.
Wissenschaftler des Norwegischen Polarinstituts benannten ihn 1973.